# Dicyema megalocephalum
Dicyema megalocephalum är en djurart som tillhör fylumet rhombozoer, och som beskrevs av Nouvel 1934. Dicyema megalocephalum ingår i släktet Dicyema och familjen Dicyemidae. Inga underarter finns listade i Catalogue of Life.